# Aligoté

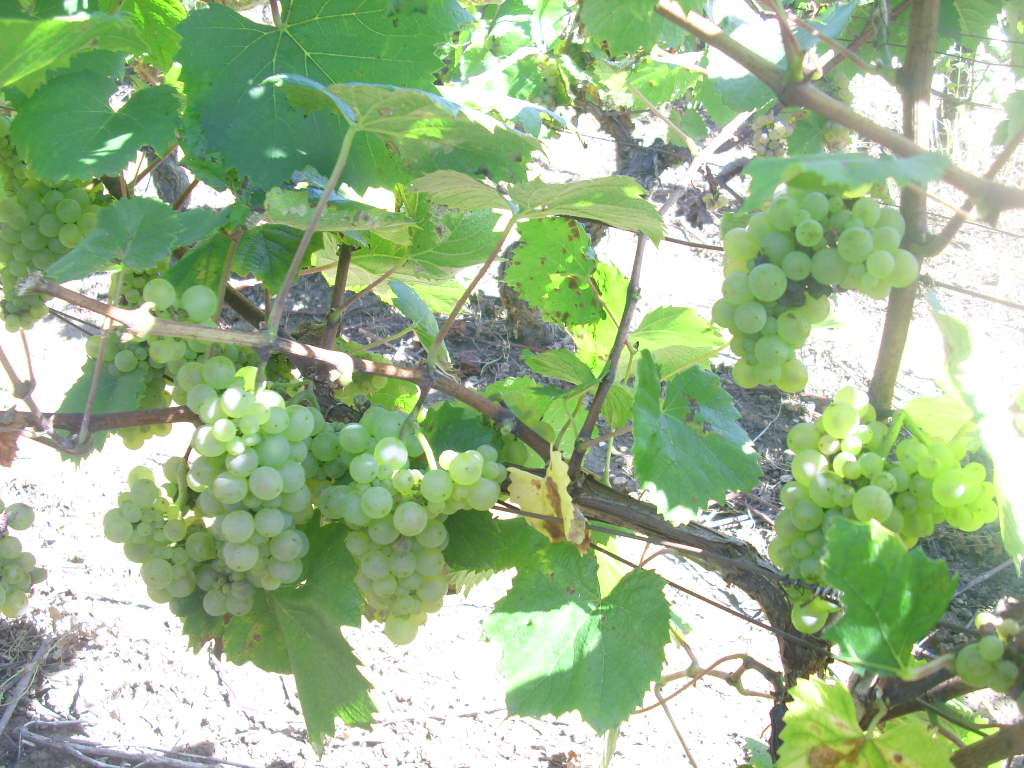

Aligoté är en vindruva av arten Vitis Vinifera. Tillsammans med Chardonnay är det den enda tillåtna druvan i vita Bourgogneviner. Aligoté anses ofta ha lägre kvalitet än Chardonnay. Om aligoté ingår i bourgognevinet måste detta anges på flaskan.